# Obervogau
Obervogau est une commune autrichienne du district de Leibnitz en Styrie.